# 司法委員
司法委員（しほういいん）とは、日本の簡易裁判所における民事事件について、和解の試みを補助したり、訴訟の審理に立ち会わせて意見を述べさせることを目的に民間人の中から選任される非常勤の裁判所職員。

## 概要
司法委員制度は、民間人の協力により、健全な市民の常識と感覚及び社会常識を民事裁判に反映させることを趣旨とした制度であり、民事訴訟法第279条により定められている。

### 司法委員の選任・資格

#### 司法委員規則
司法委員の資格、員数及び選任手続等は、最高裁判所が定めた司法委員規則において定められている。同規則に定められていない事項は、各地方裁判所の裁量に委ねられている（同規則8条）。

#### 選任手続
「司法委員となるべき者」（司法委員の候補者）は、毎年あらかじめ地方裁判所が選任する（民事訴訟法279条3項）。地方裁判所は、良識のある者その他適当と認められる者の中から（司法委員規則1条）、1つの簡易裁判所について10名以上の「司法委員となるべき者」を選任する（同規則3条）。この際、地方裁判所は、簡易裁判所の司法行政事務を掌理する裁判官の意見を聞かなければならない（司法委員規則3条）。

#### 欠格事由
司法委員に選任することができない者は、以下のとおりである（司法委員規則1条）。
- 禁錮以上の刑に処せられた者
- 公務員として免職の懲戒処分を受け、当該処分の日から二年を経過しない者
- 裁判官として弾劾裁判所の罷免の裁判を受けた者
- 弁護士として除名の懲戒処分を受け、当該処分の日から三年を経過しない者

裁判員と異なり、法曹（裁判官、検察官及び弁護士）や、大学又は大学院の法律学の教授及び准教授も選任されることが可能であり、実際に選任されている。

### 司法委員の運用
簡易裁判所は、司法委員を選任する場合、事件毎に「司法委員となるべき者」の中から1名以上の司法委員を指定する（民事訴訟法279条2項及び3項）。ただし、司法委員を選任するか否か及び選任する人数は、簡易裁判所の裁量に委ねられている。
司法委員は、昭和60年代以降、積極的活用が図られるようになった。
司法委員が裁判に関与する方式としては、開廷日立会方式と事件指定方式とがある。
開廷日立会方式は、開廷日毎に予め司法委員を割り当て、その開廷日に審理が行われる全ての事件に立ち会う方式であり、和解による解決が適当であると裁判官が判断した場合、当事者（原告及び被告）と司法委員とを直ちに別室に移動させて和解に関する協議を行わせ、可能であれば即日で和解を成立させることも可能である。
事件指定方式は、司法委員の専門的知識を活用する場合に用いられる。

### 司法委員の権限
司法委員は、裁判官の許可を得なければ、証人等に対し直接に質問することができない（民事訴訟規則172条）。また、裁判に関する司法委員の意見は、参考に留まるものであり、裁判所を法的に拘束しない。